# Diane di Prima
Diane di Prima (Brooklyn, Nova York, 6 d'agost de 1934 - San Francisco, Califòrnia, 25 d'octubre de 2020) fou una poeta, dramaturga, filòsofa, professora, i activista estatunidenca.

## Trajectòria
Considerada la principal representant de la generació beat, fins aquell moment un moviment exclusivament masculí, nascuda a Brooklyn, Nova York, el 1934, començà a escriure amb set anys, i als anys cinquanta deixà la universitat i es traslladà a Greenwich Village, futur epicentre de la contracultura, on entrà en contacte amb el món del sexe, les drogues i l'alcohol, conèixent a poetes com Jack Kerouac, Frank O'Hara, Audre Lorde, Allen Ginsberg o el fundador de "Black Arts Movements", Amiri Baraka, entre d'altres. Amb aquest darrer va fundar The Floating Bear, una revista de poesia que li va valer a l'any del seu llançament, el 1961, una detenció de l'FBI per "obscenitat". Després de començar la seva activitat artística a Greenwich Village, més endavant, a finals dels seixanta, acabà traslladant-se a la costa oest, a Califòrnia, on va continuar publicant prolíficament en una àmplia gamma de formes. Unida als moviments beat, hippie, contra la guerra, contra la grassofòbia i feminista, Di Prima va ser una dramaturga, teòrica, filòsofa, professora, activista i poeta, autor de desenes de llibres al llarg dels anys i dedicada àmpliament a l'ensenyament.
Di Prima es rebel·là contra la seva conservadora família i comunitat italoamericana, que aconseguí que ella no sortís de casa fins que es va casar, a través de les seves Memòries d'un Beatnik del 1969. Publicat originalment per Olympia Press, que era coneguda per publicar literatura tant avantguardista com pornogràfica. "Que fos una dona jove i italoamericana el 1969, que tingués relacions sexuals fora del matrimoni i que escrivís sobre això és el que continua sent tan remarcable encara avui". De fet, Quinn sosté que "la transgressió més gran de Di Prima fou que atrevir-se a escriure sobre ella mateixa en primer lloc". Di Prima va anar més enllà en "revelar secrets sobre la família", transgredint part de l'"omertà tradicional", o silenci, al voltant d'aquestes qüestions que no s'esperaven dels membres de la família, per donar a conèixer "els mateixos secrets de la dona italiana americana, menstruant, independent i que busca l'orgasme". Al mateix temps, di Prima va adoptar una altra tradició del seu patrimoni italoamericà, la radical de la primera generació d’immigrants italians que va arribar a un país que no els considerava civilitzats.
La seva primera col·lecció de poesia, This Kind of Bird Flies Backward (1959), va consolidar la seva fama com a dona marginada i rebel. L’autora de més de quaranta llibres, començà a coquetejar amb l'agnosticisme, el budisme i la màgia. Però també experimentà l'experiència de ser mare, amb cinc fills, i esposa, d’Alan Marlowe, amb qui va cofundar l'editorial "The Poet Press". Di Prima va escriure més de trenta col·leccions de poesia, així com obres teatrals, contes, novel·les, no-ficció i molt més. Va rebre dues beques de la National Endowment for the Arts i la seva obra ha estat traduïda a més de vint idiomes. El 2009 va ser nomenada poeta llorejada de San Francisco.
Des del 2017 vivia en una residència per a gent gran on s'havia traslladat des de la casa de la parella al districte Excelsior de la ciutat, a causa de diversos problemes de salut, molt debilitada per les síndromes de Parkinson i Sjögren.

## Publicacions[3]

### Poesia
- The Poetry Deal (2014)
- Pieces of a Song: Selected Poems (1990)
- Loba: Parts I-VIII (1978)
- Selected Poems: 1956-1976 (1977)
- Poems for Freddie (1974)
- Revolutionary Letters (1971)
- The Book of Hours (1970)
- Earthsongs: Poems, 1957-1959 (1968)
- This Kind of Bird Flies Backwards (1958)

### No ficcio
- Recollections of My Life as a Woman: The New York Years (2001)
- Memoirs of a Beatnik (1969)